# Anton Hasenhut

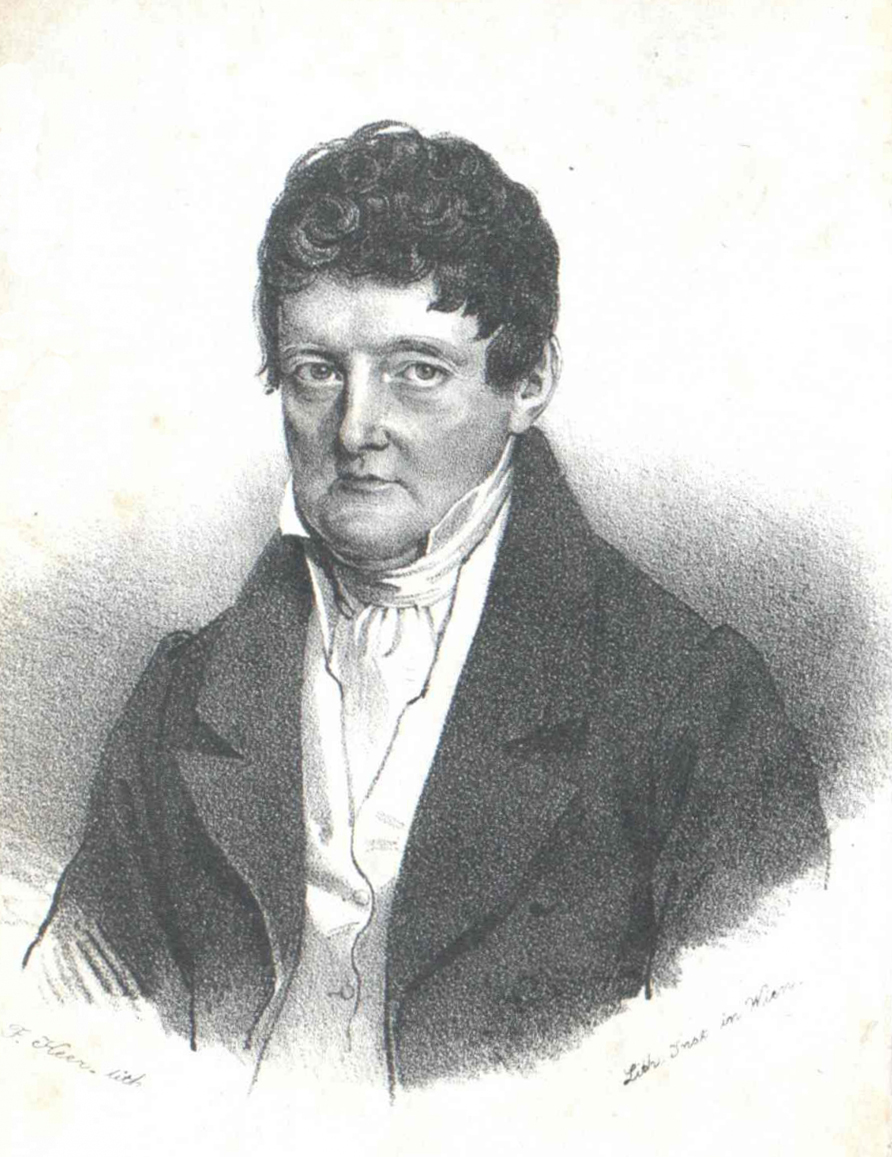
Anton Hasenhut

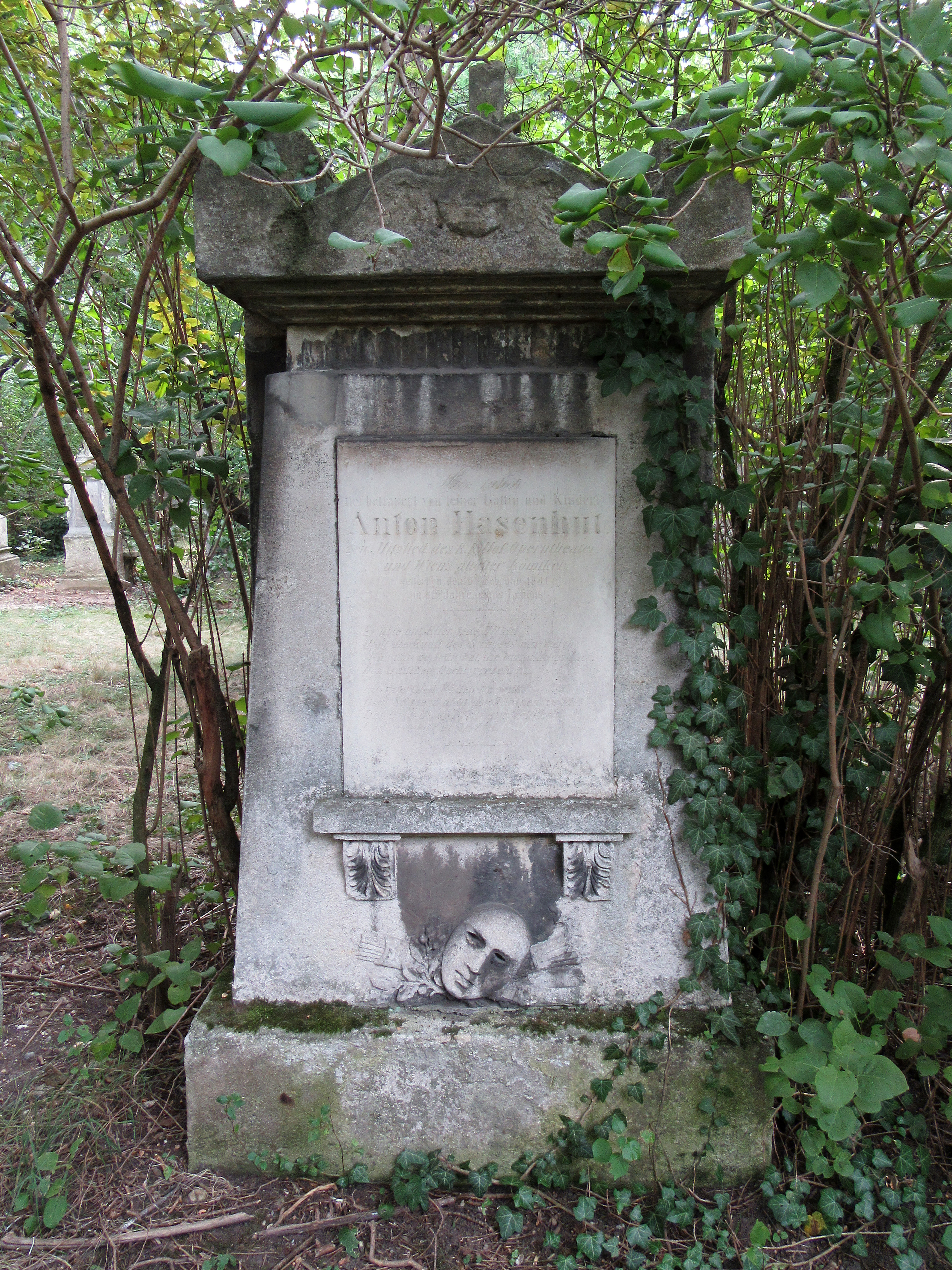
Grab von Anton Hasenhut auf dem Sankt Marxer Friedhof

Anton Hasenhut (* 1. Juni 1766 in Peterwardein (Novi Sad); † 6. Februar 1841 in Wien) war ein österreichischer Schauspieler und Komiker.

## Leben
Mit 23 Jahren wurde Hasenhut 1789 durch Karl von Marinelli am Leopoldstädter Theater engagiert. Dort hatte Hasenhut seine großen Erfolge mit der von ihm kreierten Figur Thaddädl, einem blasierten Gecken mit komischem Äußeren und übertriebener Fistelstimme als Teil des Alt-Wiener Volkstheaters.
In den Jahren 1803 bis 1819 war Hasenhut am Theater an der Wien engagiert. In den Ferienmonaten gab Hasenhut gelegentlich Gastspiele in Deutschland.
An seinen großen Erfolg des Thaddädl konnte Hasenhut nicht mehr anknüpfen. In seinen letzten Lebensjahren war er quasi nur noch als Kopist tätig. 1836 brachte Hasenhut beim Oberstkämmerer ein Pensionsgesuch ein, worauf ihm von Ferdinand I. eine jährliche Gnadengabe von 120 Gulden gewährt wurde.
Im Alter von 75 Jahren starb Anton Hasenhut am 6. Februar 1841 in Wien. Seine letzte Ruhestätte befindet sich auf dem Sankt Marxer Friedhof in Wien.
1930 wurde die Hasenhutgasse in Wien-Meidling nach dem Schauspieler benannt.